# Bjergsnæs Efterskole
Bjergsnæs Efterskole er en grundtvigisk/koldsk efterskole beliggende bydelen Arnbjerg i Viborg. Efterskolen blev opført i 1981 med plads til 54 elever, men er siden blevet udvidet flere gange, så den i dag huser 165 elever fordelt på 9. og 10. klassetrin. Kønsfordelingen er ca. 50% 
Skolen tilbyder en almen undervisning med stor vægt på det boglige, det kreative samt  gymnastik og fodbold.
I 2006 kunne skolen indvie en hal på knap 2.100 m² hovedsageligt til springgymnastik. Derudover er der blevet plads til undervisningslokaler samt 2 musiklokaler med dertilhørende musikstudie
I 2015 blev en ny spisesal samt tilhørende fællesrum indviet, hvilket efterfølgende blev tildelt Viborg Kommunes arkitekturpris "hædrende omtale".
I 2020 fik skolen to nye naturfagslokaler og et stort krealokale, med plads til sy, strik, hækling, maling, glas og ler arbejde og meget andet.
i 2022 fik skolen en ny kunstbane til fodbold. 
Juli 2011 afgik forstanderparret Ole og Lisbet Mølgaard efter 30 års virke på skolen. Nuværende forstander er Troels Aamand Sørensen.

## Kendte tidligere elever
- Thomas Jensen – politiker
- Kristian Jensen – politiker

## Galleri
- Springhallen
- ..benyttes flittigt